# Filiberto Mercado
Filiberto Mercado (* 28. Juni 1938 in Pachuca de Soto) ist ein ehemaliger mexikanischer Radrennfahrer.

## Sportliche Laufbahn
Mercado war im Straßenradsport aktiv und Teilnehmer der Olympischen Sommerspiele 1960 in Rom. Im olympischen Straßenrennen schied er aus. Im Mannschaftszeitfahren belegte Mexiko mit Armando Martínez, Filiberto Mercado und Luis Zárate den 24. Platz.
Bei den Panamerikanischen Spielen 1959 gewann er die Silbermedaille im Mannschaftszeitfahren. Bei den Zentralamerika- und Karibikspielen 1962 gewann er das Straßenrennen vor Gregorio Carrizalez und kam im Mannschaftszeitfahren mit Jacinto Brito, Mauricio Mata und Melesio Soto auf den dritten Platz. 1964 holte er einen Etappensieg in der Vuelta de la Juventud Mexicana.